# Евгения Палеологина Кантакузина
Евгения Палеологина Кантакузина (на гръцки: Ευγενία Παλαιολογίνα Καντακουζηνή, ок. 1255 г. – след 1329) е византийска аристократка, племенница на император Михаил VIII Палеолог и сестра на българската царица Мария Палеологина Кантакузина.
Евгения е родена около 1255 г. Тя е най-малката дъщеря на Йоан Кантакузин и на Ирина Комнина Палеологина. При управлението на никейския импераъор Йоан III Дука Ватаци бащата на Евгения е пинкерний, а по-късно и управител на малоазийската тема Тракезион. Майка ѝ е дъщеря на великия доместик Андроник Палеолог и сестра на бъдещия император Михаил VIII Палеолог. След смъртта на Йоан Кантакузин майката на Евгения се замонашва под името Евлогия, но продължава да играе активна роля в политиката. Евгения има още три сестри – Теодора, Мария и Анна. Мария е омъжена за българския цар Константин I Тих Асен, Анна става съпруга на епирския деспот Никифор I Комнин, а Теодора по-късно става част от влиятелното византийско семейство на Раулите.
Малко преди 1290 г. Евгения била омъжена за куманския вожд Сичган, а според друго мнение – за негов син, който приел християнството и станал известен с гръцкото име Сиргиан (Сир Йоан). След сватбата Сиргиан бил почетен от император Андроник II и с титлата велик доместик. Евгения родила на Сиргиан един син – Сиргиан Палеолог Филантропин, и вероятно една дъщеря на име Теодора.
Съпругът на Евгения умира преди 1320 г., след което тя приела монашество, вероятно запазвайки името си. В началото на 20-те години на XIV век обаче избухва гражданската война между император Андроник II и внука му Андроник III, в която се включва и синът на Евгения. Изглежда, че Евгения се заема да посредничи в конфликта между двамата императори, като през юни 1321 г. тя съдействала за сключването на договора при река Мелес – първото споразумение между враждуващите Андрониковци. Тогава Евгемия се явява за първи път в лагера на младия Андроник III на река Мелес като пратеник на дядо му император Андроник II, представяйки исканията на стария император да получи достатъчно време, за да се оттегли в манастир. Младият Андроник приема исканията и на свой ред изпраща по леля си своите искания да получи официално признание като наследник на престола, предлагайки той и дядо му да запазят властта си над съответните части от империята – Андроник II в Константинопол, а Андроник III в Одрин. Евгения се завърнала в Константинопол с писмено изложени условията на младия Андроник, които дядо му посрещнал със задоволство. Евдинственото опасение на стария император било относно личността на Алексий Апокавк – човек с прекалено скромен произход, когото Андроник III изпратил като свидетел на клетвите на стария император. Евгения успокоила императора, като изразила убеждение, че с изпращането на Апокавк Андроник III не целял да унижи императора. След като старият император подписал клетвата, Евгения е изпратена отново при младия Андроник заедно с протоасикрита Вардалий и някой си Каликринит, за да свидетелства на неговата клетва. Там тя предала на Андроник III за срещата си с дядо му и споменала думите на стария император за Апокавк. Тогава Андроник III уверил леля си, че Апокавк е бил изпратен единствено в качеството си на преносител на важно писмо, за какъвто обикновено се избирал някой по-незначителен служител, и че единственият, който имал правомощията да договори мира, била самата Евгения. След тази среща Андроник III подписал клетвата, а Евгения и делегацията се завърнали в Константинопол.
Егения Палеоологина Кантакузина умира на неизвестна дата след 1329 г.